# Mormoops megalophylla
Mormoops megalophylla — вид рукокрилих родини Mormoopidae.

## Морфометрія
Загалом довжина 90 мм, довжина хвоста 26 мм, довжина задньої ступні 10 мм, довжина передпліччя 54 мм. Маса тіла 15-16 гр.

## Поведінка
Лаштує сідала в глибоких печерах карстових регіонів, де висить окремо від своїх сусідів, у колоніях до кількох тисяч, але як правило, лише кілька особин. Харчується комахами, в основному молями. Часто полює над водою, по лісових узліссях, прогалинах або відкритих просторах. Самиці народжують одне маля на рік, в період з квітня по червень.

## Поширення
Країни поширення: Беліз, Колумбія, Еквадор, Сальвадор, Гватемала, Гондурас, Мексика, Перу, Тринідад і Тобаго, США (Техас), Венесуела. Висота проживання приблизно до 3000 м в Андах.

## Загрози та охорона
Вандалізм і туризм є загрозами. Вид мешкає в природоохоронних районах.